# Cá nhồng vây đen
Cá nhồng vây đen (tên khoa học Sphyraena genie) là một loài cá nhồng được tìm thấy ở một số khu vực của Ấn Độ Dương-Thái Bình Dương và Tây Thái Bình Dương.